# Mohamed Coubageat
Mohamed Sadik Coubageat (ur. 16 listopada 1982) – piłkarz togijski grający na pozycji napastnika.

## Kariera klubowa
W swojej karierze Coubageat grał między innymi takich klubach jak: rodzimy Marantha FC oraz szwajcarskie BSC Young Boys z Berna (2001-2005) i SC Juventus z Zurychu (2006-2007).

## Kariera reprezentacyjna
W 2000 roku Coubageat został powołany do reprezentacji Togo na Puchar Narodów Afryki 2000. Na nim był rezerwowym i nie rozegrał żadnego spotkania.